# الغذاء والماء في مدينة نيويورك

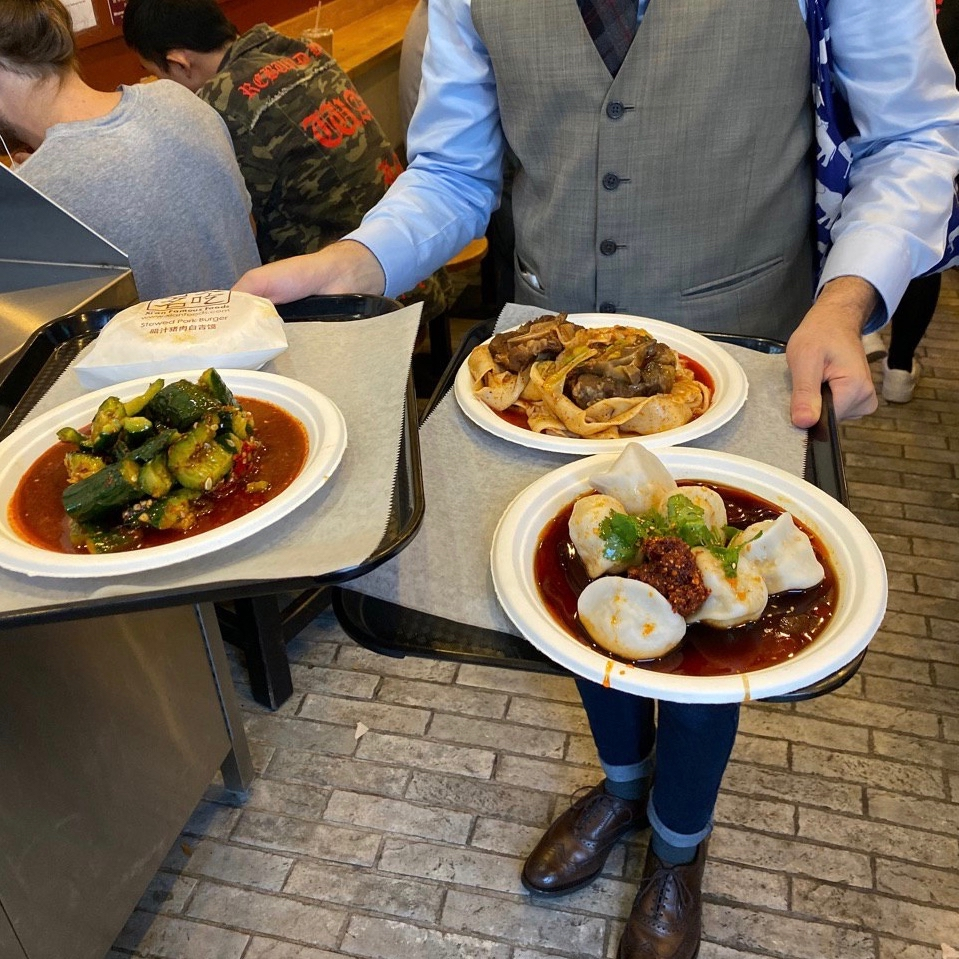
المواد الغذائية التي تم شراؤها في الأطعمة الشهيرة.

يتعاون مسؤولو ووكالات ومنظمات المدينة مع المزارعين الريفيين لزراعة الغذاء محليًا، بالإضافة إلى حماية الممرات المائية في منطقة العاصمة نيويورك. تدير إدارة التعليم بمدينة نيويورك برنامج الإفطار/ الغداء وقت المدرسة والصيف. ومع ذلك، فإن مدينة نيويورك محرومة أيضًا من محلات السوبر ماركت في العديد من الأحياء، وقد كافحت المدينة هذه المشكلة من خلال السماح لمزيد من الباعة الجوالين بالعمل في المدينة. لتشجيع سلامة الغذاء، لدى مدينة نيويورك أيضًا نظام تصنيف المطاعم الذي قدمته في عام 2010. نظرًا لبرامجها الغذائية المتنوعة، أصبحت مدينة نيويورك نموذجًا لأنظمة الغذاء على المستوى الدولي.

## حماية مستجمعات المياه والأغذية المحلية
يعتمد المسؤولون الحكوميون، ومنظمو العمل، والمنظمات غير الربحية، وجماعات الدعوة المجتمعية، والمقيمون بشكل كبير على المزارعين الريفيين الذين يطورون سقيفة الطعام المحلية في مدينة نيويورك. تم بناء عملية ربط الزراعة بالأسواق الحضرية لمدينة نيويورك إلى حد كبير على حقيقة أن مدينة نيويورك تأتي بإمدادات المياه من مستجمعات المياه في جبال كاتسكيل المحمية في شمال ولاية نيويورك. ينتج نظام الإمداد بالمياه في مدينة نيويورك، وهو أكبر مجمع للتخزين والإمداد السطحي في العالم، 1.2 مليار جالون أمريكي (4500000 متر مكعب) من المياه يوميًا، ومعظم هذه المياه مصدرها شمال الولاية. هذه المياه غير مصفاة، ويتطلب نظام الترشيح 8-10 مليار دولار في البناء بالإضافة إلى مليون دولار للصيانة اليومية. بدلاً من ذلك، فإن مستجمعات المياه في مدينة نيويورك محمية بواسطة قيود صارمة لحماية البيئة في مدينة نيويورك والتي تمنع مسببات الأمراض والمغذيات من دخول إمدادات المياه. نتيجة لحماية مستجمعات المياه، تعد نيويورك واحدة من أربع مدن رئيسية في الولايات المتحدة بها مياه شرب نقية بدرجة كافية بحيث لا تتطلب تنقية بواسطة محطات معالجة المياه. ومع ذلك، فإن تنفيذ مثل هذه اللوائح الصارمة مكلف لمزارعي ولاية نيويورك.

### جرين ماركت
لحماية إمدادات المياه من الجريان السطحي وتعزيز الزراعة الإقليمية، طور سكان المناطق الريفية والحضرية في نيويورك تحالفًا يسمى برنامج مدينة نيويورك لمستجمعات المياه مزرعة كاملة، الذي يعزز الزراعة المستدامة في ولاية نيويورك. بمساعدة مالية من المدينة، يقلل مزارعو المناطق الريفية من العوامل الممرضة والمغذيات والرواسب والجريان السطحي للمبيدات. وفي الوقت نفسه، يعمل سكان المدن في مدينة نيويورك كسوق محلي للمزارعين في المناطق الريفية، ولا سيما من خلال جرين ماركت، وهو سوق للمزارعين أسسه مجلس البيئة في مدينة نيويورك في عام 1976. يبيع مزارعو المناطق الريفية منتجاتهم في مواقع جرين ماركت.
يوفر جرين ماركت للمزارعين الأسريين الإقليميين الصغار فرصًا لبيع فاكهتهم وخضرواتهم ومنتجاتهم الزراعية الأخرى في الأسواق المفتوحة في المدينة. توسع البرنامج ليشمل 45 سوقًا في عام 2006 -وهو أكبر توسع في تاريخه البالغ 30 عامًا- ولكن التوسعات الناتجة عن السوق الخضراء كانت صغيرة جدًا أو نادرًا ما يتم رعايتها لتكون مربحة. أشهر موقع في جرين ماركت هو يونيون سكوير جرين ماركت الذي يقام أربعة أيام في الأسبوع على مدار العام. في عام 2003، اشترى 250.000 عميل أسبوعياً 1000 نوع من الفواكه والخضروات من السوق.

#### وجبات الغداء المدرسية
توفر مدينة نيويورك أكثر من 40000 وجبة يوميًا للأطفال من خلال برنامج الأطعمة المدرسية. يتم تقديم معظم الفاكهة في المدارس العامة والمدارس المستقلة التي تديرها إدارة التعليم بمدينة نيويورك محليًا. كما أدى مشروع لجلب تفاح ولاية نيويورك إلى كافيتريات مدارس مدينة نيويورك إلى زيادة استهلاك الفاكهة بين أطفال المدارس. اعتبارًا من عام 2007، تركز عمل السياسات على مهمة جلب المزيد من الأطعمة المحلية إلى وجبات الغداء المدرسية لإعطاء الأطفال وجبات صحية مع دعم الزراعة في المنطقة. ومع ذلك، لا توجد خطة لتوسيع البرنامج منذ عام 2015.